# Moria (videogioco)
Moria è un videogioco roguelike del 1983 per VAX-11/780. È stato sviluppato da Robert Alan Koeneke presso l'Università dell'Oklahoma, ispirandosi a Rogue, poiché il minicomputer VAX dotato di VMS su cui lavorava era privo di giochi.
Il videogioco introduce numerosi elementi tipici dei giochi di ruolo ed è considerato fonte di ispirazione dei titoli Castle of the Winds e Diablo.

## Trama
Ambientato nelle miniere di Moria de Il Signore degli Anelli, l'obiettivo del gioco è uccidere un Balrog.

## Sviluppo
Originariamente sviluppato in VMS BASIC, la versione 1.0 di Moria fu realizzata in VMS Pascal nell'estate del 1983. Nel 1985 vennero distribuiti i sorgenti del videogioco e Koeneke continuò lo sviluppo fino al 1987 con la creazione di Moria 5.0, mai pubblicata e che avrebbe dovuto sostituire la versione 4.7. Nonostante l'interruzione dello sviluppo, numerosi programmatori erano interessati alla conversione in C del gioco.
In seguito all'abbandono del progetto, Jim E. Wilson sviluppo UMoria, una conversione per Unix scritta in C. Da quest'ultimo progetto è stato creato nel 1990 presso l'università di Warwick il videogioco Angband. Un altro clone di Moria sviluppato in C è Imoria, un progetto mantenuto da Steve Kertes.

### Licenza
La licenza originale di Moria ne permetteva la modifica e la distribuzione ma non l'uso commerciale. È stato quindi necessario creare un progetto transitorio, denominato free-moria, con lo scopo di rintracciare gli autori della versione 5.5.2 di UMoria e convincerli ad accettare il cambio di licenza. Tutti i contributi sono stati resi disponibili sotto licenza GNU General Public License o sotto pubblico dominio. Dalla versione 5.6 le modifiche apportate da David Grabiner sono licenziate sotto GPLv3.